# Omara Portuondo

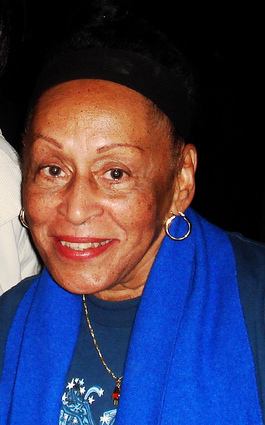
Omara Portuondo

Omara Portuondo, ook wel gespeld als Portuando, (Havana, 29 oktober 1930) is een Cubaanse zangeres.

## Biografie

### Vroege periode
Portuondo werd geboren in oktober 1930 in Havana als een van drie zussen. Haar moeder was afkomstig van een rijke Spaanse familie en had voor een schandaal gezorgd door ervandoor te gaan met een zwarte professionele honkbalspeler, met wie ze ook trouwde. Omara begon haar carrière in 1945 als danseres in Havana's Tropicana Club (in navolging van haar zus, Haydee). De twee zussen zongen voor familie en vrienden en waren kort betrokken bij een band genaamd Loquibambla Swing. In 1952 vormden ze samen met twee vrienden (Elena Bourke en Moraima Secada) de zanggroep Cuarteto las d'Aida, begeleid door pianist Aida Diestro. Ze waren redelijk succesvol; ze toerden door de Verenigde Staten, traden op met Nat King Cole in de Tropicana en namen een album op voor RCA Victor.
In 1959 nam Portuondo een soloalbum op, Magia Negra, waarin ze jazz met Cubaanse muziek combineerde. Dit was nog niet het begin van haar solocarrière, want hoewel Haydee de groep verliet in 1961 om in de VS te gaan wonen, bleef Omara tot 1967 bij Cuarteto las d'Aida zingen.

### 1967-1996
In 1967 begon Portuondo voor zichzelf en vertegenwoordigde ze Cuba in hetzelfde jaar op het Sopot Festival in Polen, waar ze Juanito Marquez' "Como un Milagro" zong. Naast haar solowerk zong ze in de jaren zeventig met charanga-band Orquesta Aragón, waarmee ze door communistische en niet-communistische landen toerde.
In 1974 nam ze met gitarist Martin Rojas een van haar meest omstreden albums op; hierop brengt ze een ode aan Salvador Allende en het Chileense volk, een jaar na de staatsgreep van generaal Pinochet. Ze prijst onder andere het werk van Ernesto "Che" Guevara in "Hasta Siempre".
In de jaren zeventig en tachtig was Portuondo nog redelijke succesvol binnen en buiten Cuba met tournees, albums (waaronder haar onvolprezen samenwerking met Adalberto Alvarez uit 1984), films en haar eigen televisieserie. Daarna ging het bergafwaarts met haar populariteit.

### 1996 tot heden: Buena Vista Social Club en daarna
Portuondo zong duetten met Ibrahim Ferrer op het album Buena Vista Social Club in 1996 en verscheen in de gelijknamige film van Wim Wenders. Dit leidde niet alleen tot meer tournees (waaronder een optreden in Carnegie Hall met de BVSC) maar ook tot twee nieuwe albums voor het World Circuit-label: Buena Vista Social Club Presents Omara Portuondo (2000) en Flor de Amor (2004). In juli 2005 trad ze op met het Deutsches Filmorchester Babelsberg tijdens het Berlin Festival Classic Open Air am Gendarmenmarkt voor een 7000-koppig publiek. Het hele programma was speciaal voor deze gelegenheid gearrangeerd door Roberto Sánchez Ferrer, een dirigent-pianist met wie ze samenwerkte tijdens de beginjaren in Havana's Tropicana Club. Scott Lawton was de dirigent. In 2011 bracht Portuondo een album uit met pianist Chucho Valdés van de band Irakere.

## Discografie
- 1950: Amigas (by the Cuarteto las d'Aida)
- 1996: Palabras
- 1996: Buena Vista Social Club
- 1997: Omara Portuondo & Martin Rojas
- 1997: A Toda Cuba le Gusta (by the Afro-Cuban All Stars)
- 1999: Desafios (with Chucho Valdés)
- 1999: Oro Musical
- 1999: Magia Negra
- 1999: Buena Vista Social Club Presents Ibrahim Ferrer
- 2000: Buena Vista Social Club Presents Omara Portuondo
- 2000: Roots of Buena Vista
- 2000: La Colección Cubana
- 2001: Pensamiento
- 2001: La Sitiera
- 2001: You
- 2002: 18 Joyas Ineditas
- 2002: La Gran Omara Portuondo
- 2002: La Novia del Filin
- 2002: Dos Gardenias
- 2004: Flor De Amor
- 2005: Lágrimas Negras (Canciones y Boleros)
- 2011: Omara & Chucho
- 2014: Magia negra
- 2023: Vida